# Быстрая (приток Северского Донца)
Бы́страя — река в России, протекает по территории Ростовской области, левый приток Северского Донца. Длина — 218 км, площадь водосборного бассейна — 4180 км². Характер течения равнинный, питание реки преимущественно снеговое, верховья летом пересыхают. Угольные месторождения. Среднегодовой расход воды в нижнем течении — 3,54 м³/с.

## Описание
Быстрая берёт своё начало на небольших возвышенностях к северу от Морозовска из нескольких балок. Она уже в верхней части имеет расширенную долину с широкой поймой. Река извилиста и имеет постоянный ток, начиная от Морозовска, в результате выхода обильных родников. Выше же хутора Яверкиева постоянного тока воды нет. Грунтовые воды залегают на значительной глубине только в верховьях, а ниже имеются неглубокие и обильные террасовые воды переменного качества.
Быстрая сперва имеет направление на северо-запад, но после слияния с своим правым притоком Гнилой поворачивает почти под прямым углом на юго-запад. Профессор В. В. Богачёв считал, что Гнилую следует признать основной рекой, так как среднее и нижнее течение Быстрой является прямым продолжением Гнилой. В среднем течении обе реки имеют высокие обрывистые правые берега и отлогие — левые. От места слияния близ станицы Скосырской долина расширяется.
Река извилиста и имеет в среднем и нижнем течении ерики, старицы и пойменные озерца. Ниже хутора Карпово-Обрывского долина узка, оба берега круты и скалисты, так как река проходит через Донецкий кряж, образуя многочисленные крутые колена, подчиненные складкам и выходам пластов каменноугольной системы. В устье правый берег — высокий, крутой, незаливаемый высокими водами, левый — отлогий и затопляемый.
Ширина реки в межень 30-40 м, а в половодье доходит до 120 м. Глубина в межень не превышает 75 см.

### Населённые пункты
На Быстрой расположен город Морозовск, хутора Маслов, Михайлов, Надежёвка, посёлки городского типа Быстрогорский, Жирнов, хутор Усть-Халань, хутор Нижнесеребряковский, хутор Усть-Быстрый.

### Водный режим
Половодье проходит резким подъёмом в течение 10-15 дней.

### Притоки
(км от устья)
- 136 км: река Гнилая
- 150 км: река без названия, у с. Ново-Марьевка
- 175 км: река Сухая (балка Сухая)
- 185 км: река Нагорная
- 195 км: река без названия у р. п. Морозовский[4]